# Rohrberg (Kaufunger Wald)

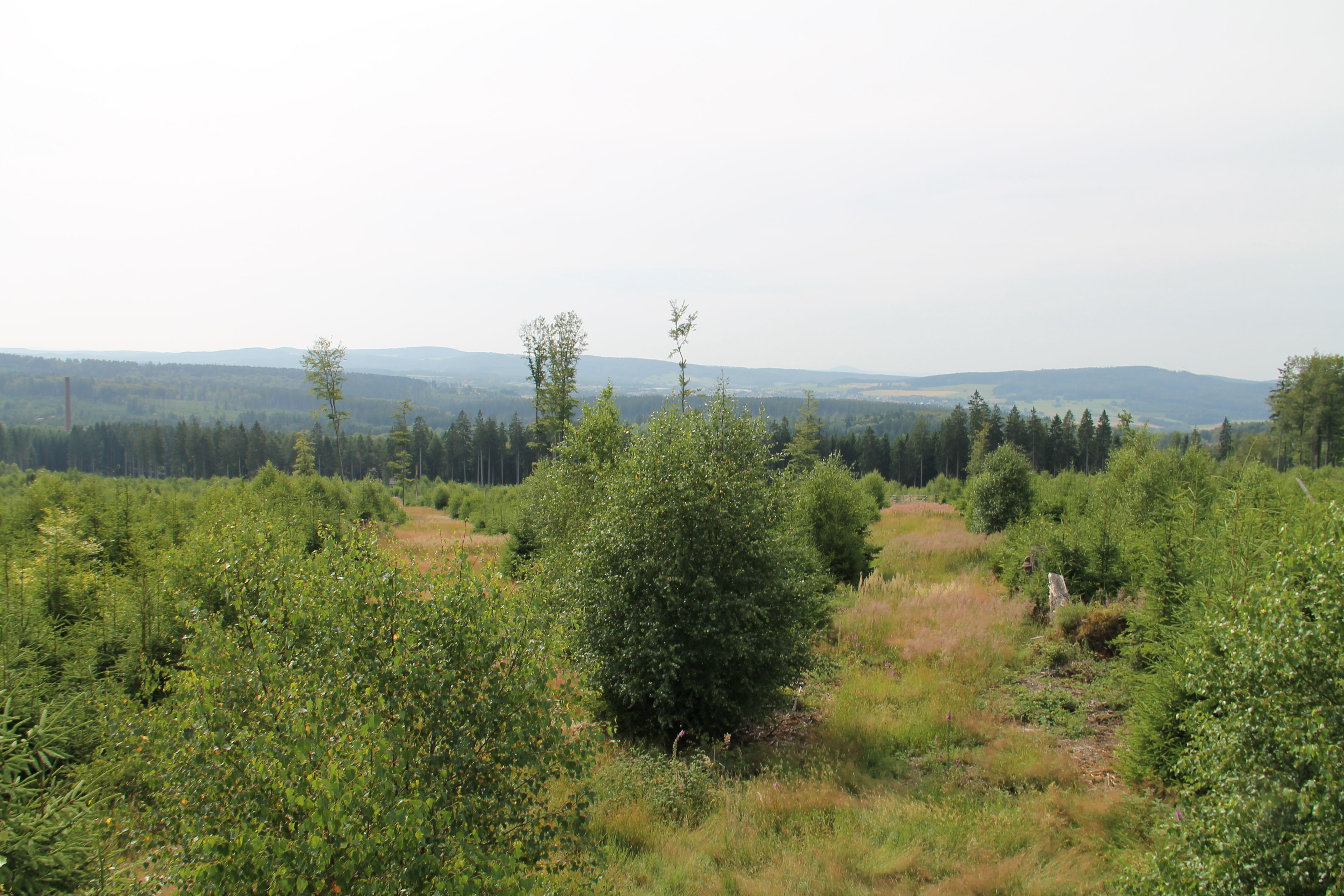
Gipfelregion des Rohrbergs

Der Rohrberg ist ein 535,6 m ü. NHN hoher Berg im Kaufunger Wald im nordhessischen Werra-Meißner-Kreis (Deutschland). Im Fulda-Werra-Bergland liegt er im Osten der sich an die eigentliche Hochfläche des Kaufunger Waldes nach Süden anschließenden Söhre.

## Geographie

### Lage
Der Rohrberg erhebt sich im Werra-Meißner-Kreis, obgleich sich Kleinteile der unteren Bereiche seiner West- und Nordwestflanke im Landkreis Kassel befinden, und im Geo-Naturpark Frau-Holle-Land (Werratal.Meißner.Kaufunger Wald). Sein Gipfel liegt maximal etwa 1,5 km nordöstlich bis nördlich von Hirschhagen, einem Stadtteil von Hessisch Lichtenau. Zu den Ortschaften rund um den Berg gehören der Kernort der Gemeinde Helsa mit der Ortslage Hergesbachtal im Nordnordwesten, Rommerode (zu Großalmerode) im Osten, Friedrichsbrück (zu Hessisch Lichtenau) im Südosten, Fürstenhagen (jenseits von Hirschhagen gelegen; zu Hessisch Lichtenau) im Süden und Eschenstruth mit dessen Ortslage Waldhof (zu Helsa) im Südwesten bis Westsüdwesten.
Zu den Nachbarn des Rohrbergs, dessen Hochlagen teils unbewaldet sind, gehören der Buchberg (482 m) im Norden, der Hirschberg (643,4 m) im Ostnordosten, der Mühlberg (Mühlenberg; 441,3 m) im Süden, die Koppe (456,4 m) im Südwesten und der Bielstein (527,8 m) im Nordwesten.
Nördlich vorbei am Rohrberg fließt etwa nordwestwärts der Hergesbach, etwas südöstlich seines Gipfels entspringt der letztlich südwestwärts verlaufende Steinbach und südwestlich entspringt auf den Hochlagen von Hirschhagen der westnordwestwärts fließende Rohrbach; sie alle sind Losse-Zuflüsse.

### Naturräumliche Zuordnung
Der Rohrberg gehört in der naturräumlichen Haupteinheitengruppe Osthessisches Bergland (Nr. 35), in der Haupteinheit Fulda-Werra-Bergland (357) und in der Untereinheit Kaufunger Wald und Söhre (357.7) zum Naturraum Söhre (357.70).

## Sprengstofffabrik Hessisch Lichtenau
Auf dem Südwest- und Südteil des Rohrbergs entstand im Bereich des heutigen Hirschhagen seit 1936 die Sprengstofffabrik Hessisch Lichtenau, in der seit 1938 und im Zweiten Weltkrieg (1939–1945) TNT und Pikrinsäure produziert und weiterverarbeitet und Zünder und Sprengkapseln mit angelieferten Nitropenta durch Zwangsarbeiter sowie KZ-Häftlinge befüllt wurden. Weil die Produktion ohne Rücksicht auf die Umwelt erfolgte, wurde das Bodengefüge zwischen 1992 und 2008 umfangreich saniert. Grundwasser müssen noch weiter aufbereitet werden.

## Verkehrsanbindung und Wandern
Westlich und südwestlich vorbei am Rohrberg verläuft im Lossetal zwischen Helsa und Hessisch Lichtenau die Bundesstraße 7. Künftig wird dort zwischen den Anschlussstellen Helsa-Ost und Hessisch Lichtenau-West die derzeit teils in Planung und teils in Bau befindliche Verlängerung der Bundesautobahn 44 von Kassel nach Herleshausen verlaufen, die dann nahe Hirschhagen in der Rohrbergsüdwest- und südflanke durch den maximal etwa 4,2 km langen Tunnel Hirschhagen führen wird. Von der B 7 zweigt in Fürstenhagen die Hirschhagener Straße ab, die nach Kreuzen der auch durch das Flusstal führenden Bahnstrecke Kassel–Waldkappel (Lossetalbahn) künftig über den Tunnel hinweg führen wird und seit jeher als Verbindung zwischen Fürstenhagen und Hirschhagen und als Zufahrtsstraße in Richtung der Rohrberghochlagen dient. Im einiges südöstlich des Berges gelegenen Hessisch Lichtenau zweigt von der B 7 die nordostwärts nach Friedrichsbrück führende Landesstraße 3225 ab, von der dort wiederum die L 3400 nordwestwärts durch die Helsaer Ortslage Hergesbachtal nach Helsa führt; letztere passiert den Berg im Nordosten und Norden und hat in Helsa über die B 451 Anschluss an die B 7, so dass man den Berg gänzlich umfahren kann.
Zu erreichen sind die Hochlagen des Rohrbergs, auf die keine Straßen führen, zum Beispiel von Hirschhagen kommend auf durch teils bewaldete Landschaft verlaufenden Wegen.

## Windpark Rohrberg

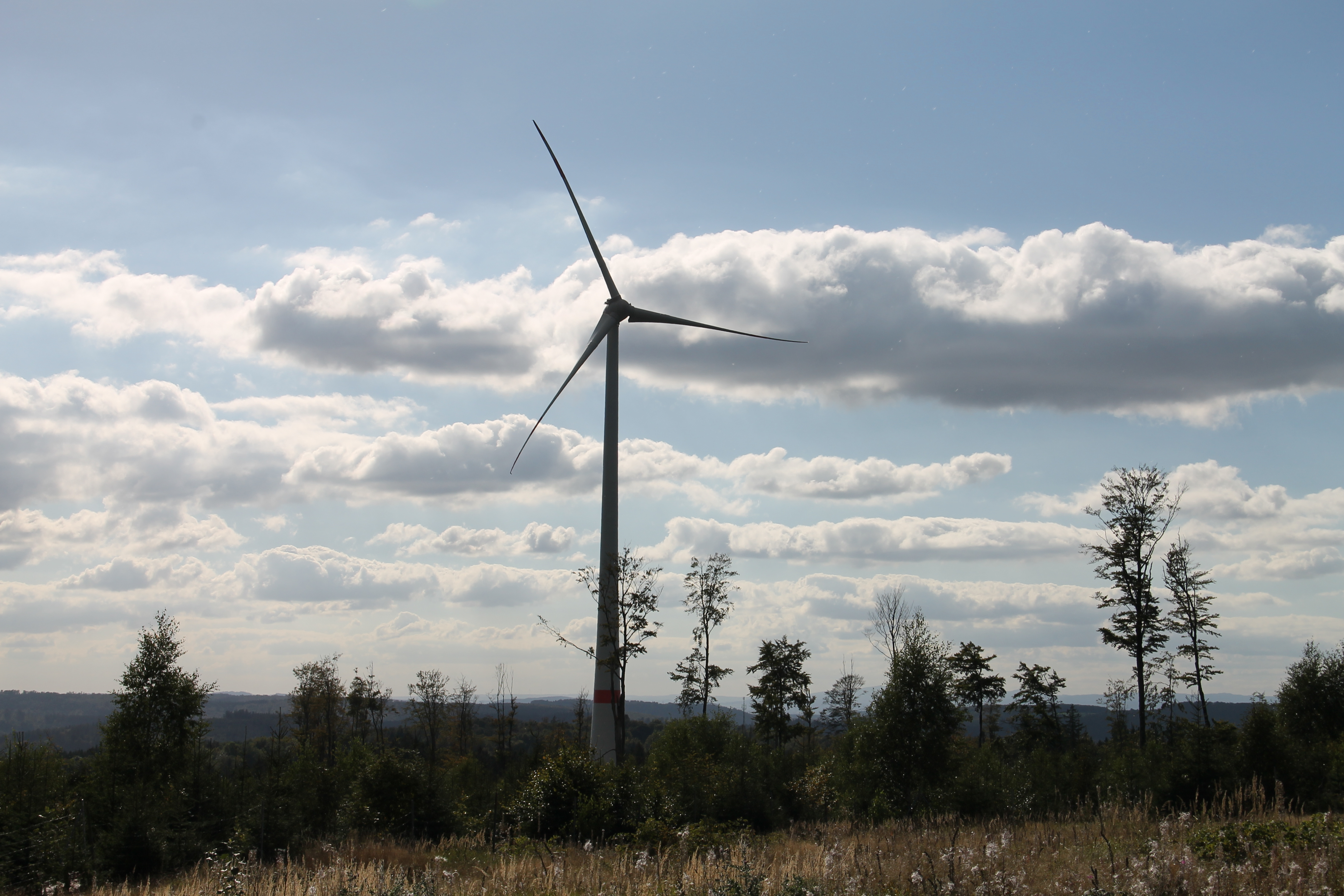
Windpark Rohrberg: ENERCON E-115

Nach einer einjährigen Windmessung hat die Städtische Werke AG Kassel Ende 2015 und Anfang 2016 fünf Windenergieanlagen vom Typ ENERCON E-115 mit je 3 Megawatt Leistung und 149 m Nabenhöhe auf dem Rohrberg errichtet. Betrieben wird der Windpark von der Windpark Rohrberg GmbH & Co. KG. Netzbetreiber ist die Städtische Werke Netz + Service GmbH.